# Kristin Minter
Kristin Minter (* 22. November 1965 in Miami) ist eine US-amerikanische Schauspielerin.

## Leben
Kristin Minter wurde 1965 im US-amerikanischen Bundesstaat Florida als Tochter des Finanzmanagers Charlie und der Pferdetrainerin Dottie Minter geboren. Sie wuchs mit drei Brüdern in Yardley im Bundesstaat Pennsylvania auf.
Nachdem Minter nach Los Angeles gezogen war, nahm sie Schauspielunterricht. Einer ihrer ersten Auftritte vor der Kamera war Kevin – Allein zu Haus, wo sie die Cousine des von Macaulay Culkin verkörperten Protagonisten darstellte. Ab der zweiten Staffel spielte sie in der Serie Emergency Room neun Staffeln lang Randi Fronczak, eine Stationssekretärin. Des Weiteren übernahm sie eine Vielzahl an Nebenrollen und Episodenrollen in Serien.

## Filmografie (Auswahl)
- 1990: Kevin – Allein zu Haus (Home Alone)
- 1991: Cool as Ice
- 1995–1996: Highlander (3 Episoden)
- 1995–2003: Emergency Room – Die Notaufnahme (ER, 71 Episoden)
- 1996: Kung Fu – Im Zeichen des Drachen (Kung Fu: The Legend Continues, Episode 4x05)
- 2001: Providence (Episode 3x20)
- 2001: New York Cops – NYPD Blue (NYPD Blue, Episode 9x03)
- 2003: Der Fall John Doe! (John Doe, Episode 1x12)
- 2004: General Hospital (Seifenoper)
- 2005: Blind Justice – Ermittler mit geschärften Sinnen (Blind Justice, Episode 1x05)
- 2005: Crossing Jordan – Pathologin mit Profil (Crossing Jordan, Episode 5x05)
- 2006: Pepper Dennis (Episode 1x10)
- 2006: CSI: Vegas (CSI: Crime Scene Investigation, Episode 7x09)
- 2007: Dirt (Episode 1x08)
- 2009: Nip/Tuck – Schönheit hat ihren Preis (Nip/Tuck, Episode 5x16)
- 2010: What If … Ein himmlischer Plan (What If …)
- 2010: The Mentalist (Episode 3x01)
- 2013: Ray Donovan (2 Episoden)
- 2017: This Is Us – Das ist Leben (This Is Us, Episode 2x03)